# Saint-Clément-de-la-Place
Saint-Clément-de-la-Place ist eine westfranzösische Gemeinde mit 2.139 Einwohnern (Stand: 1. Januar 2022) im Département Maine-et-Loire in der Region Pays de la Loire. Saint-Clément-de-la-Place gehört zum Arrondissement Angers und zum Kanton Angers-3. Die Einwohner werden Clémentais genannt.

## Geographie
Saint-Clément-de-la-Place liegt etwa 18 Kilometer nordwestlich von Angers in der Landschaft Segréen. Umgeben wird Saint-Clément-de-la-Place von den Nachbargemeinden Erdre-en-Anjou im Norden und Nordwesten, Longuenée-en-Anjou im Osten, Saint-Lambert-la-Potherie im Südosten sowie Bécon-les-Granits im Süden und Südwesten.

## Bevölkerungsentwicklung
| Jahr      | 1962 | 1968 | 1975 | 1982 | 1990 | 1999 | 2006 | 2012 | 2018 |
| Einwohner | 984  | 904  | 901  | 1200 | 1320 | 1392 | 1727 | 2049 | 2102 |

Quelle: INSEE

## Sehenswürdigkeiten

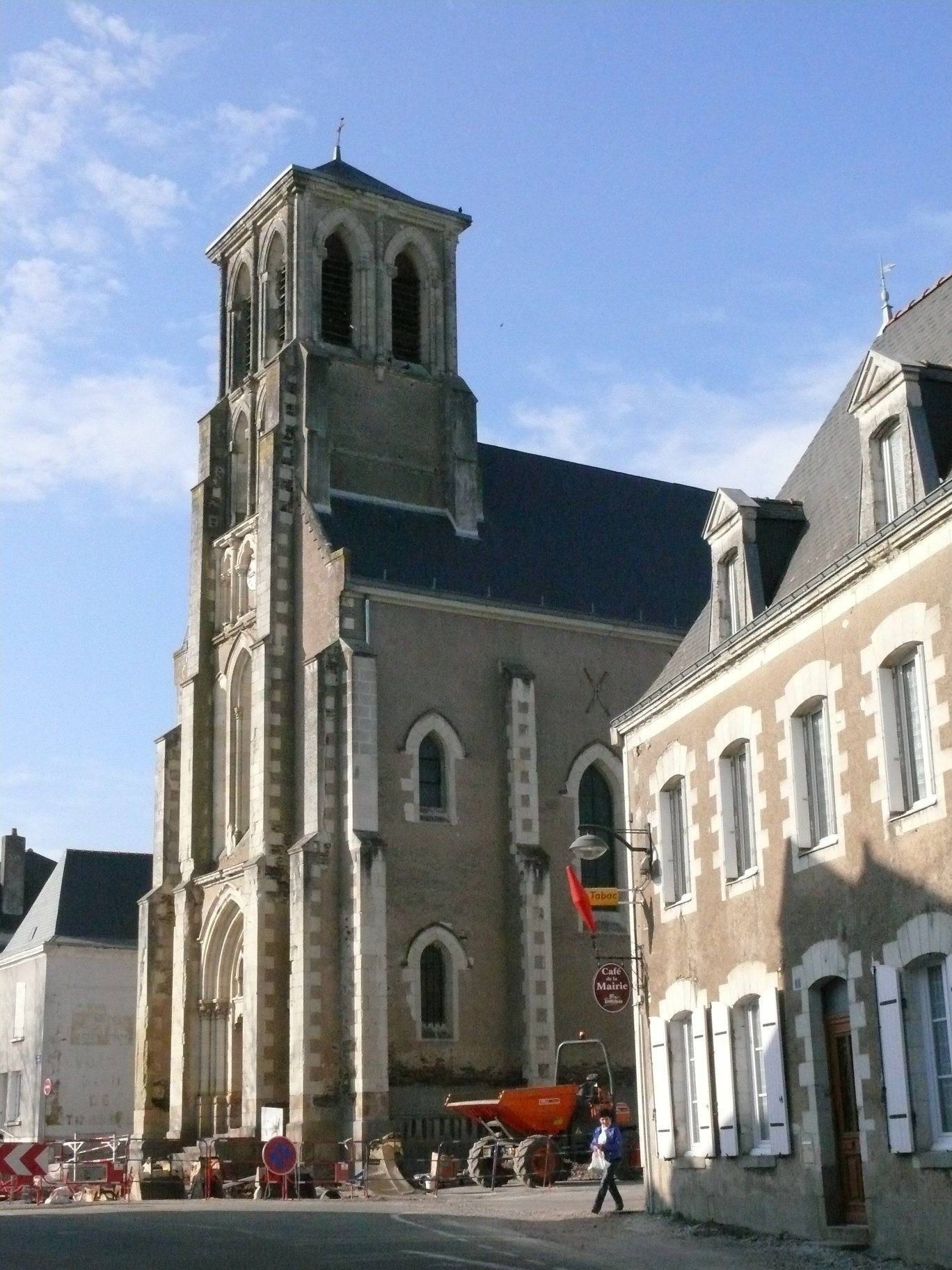
Kirche Saint-Clément

- Kirche Saint-Clément aus dem 19. Jahrhundert
- Kapelle Saint-Jean-des-Marais-et-Pierre
- Schloss Le Bois Travers aus dem 18. Jahrhundert
- Schloss Les Brosses aus dem 19. Jahrhundert
- Schloss La Meignannerie aus dem 17. Jahrhundert
- Schloss Le Pinelier
- Schloss La Plesse aus dem 18. Jahrhundert
- Schloss Le Rossay aus dem 18. Jahrhundert
- Herrenhaus La Godinière aus dem 16. Jahrhundert
- Mühlen